# Подул-Лунг
Подул-Лунг (рум. Podul Lung) — село у Калараському районі Молдови. Входить до складу комуни, адміністративним центром якої є село Сіпотень.

## Населення
За даними перепису населення 2004 року у селі проживали 13 осіб, усі — молдавани.